# Jordi Sargatal i Vicens
Jordi Sargatal i Vicens és un ornitòleg i naturalista nascut al 27 de juliol de 1957 a Figueres que des del 1972 es dedica a l'estudi de la naturalesa, concretament a les aus, i a les zones humides com a sistema natural. Va ser uns dels joves que el 1978 es varen manifestar per la conservació dels Aiguamolls de l'Empordà davant l'especulació urbanística.
El 1982, va participar en la creació i va dirigir fins a l'octubre del 1985, el Servei de Control de Mosquits del Golf de Roses i del Baix Ter, basat en un sistema equilibrat ecològicament per reduir les molèsties d'aquests insectes. Va ser director del Parc Natural dels Aiguamolls de l'Empordà entre els anys 1984 i 1998. Va dirigir la Fundació Territori i Paisatge, de l'Obra Social de la Caixa Catalunya entre els anys 1998 i 2009. També va encapçalar en projectes de recuperació d'aiguamolls a més del que va dirigir com els Aiguamolls del Clot de Galvany (1990), per l'Ajuntament d'Elx o el de la Platera al Baix Ter (1990), amb col·laboració amb el Taller d'Arquitectura de Ricard Bofill. Pel que fa a la conservació d'aus, Jordi Sargatal està portant a terme el Projecte Ibis eremita, per a l'intent de conservar aquesta espècie amenaçada del Marroc i aclimatar-la en alguna zona apropiada de la península Ibèrica. També va participar com a expert a la 6a Conferència Ramsar (Brisbane, març del 1996) i en una missió internacional per la gestió dels aiguamolls de Palo Verde (Costa Rica) el març de 1998. Sargatal va ser presidente de la Institució Catalana d'Història Natural (ICHN) entre els anys 2000 i 2004. El gener del 2013 presideix l'Associació d'Amics del Parc Natural dels Aiguamolls de l'Empordà (Apnae), una entitat que va ajudar a fundar el 1983. És director general del Grup Mascort.
Jordi Sargatal ha escrit molts articles sobre la conservació dels Aiguamolls de l'Empordà, com també sobre els ocells de l'Empordà i de Catalunya en general. És autor o coautor dels següents llibres: Els ocells de l'Empordà (1978), Atlas dels ocells nidificants de Catalunya i Andorra (1983), Els Aiguamolls de l'Empordà. Aspectes ecològics, històrics i socials (1989), On observar ocells a Catalunya (1989),Els ocells del Parc Natural dels Aiguamolls de l'Empordà (1989), Where to watch birds in Catalonia (1990), Espacios naturales protegidos de España (1992), Terra de Gantes (1996). També va coordinar la traducció al català les obres Ocells d'Europa, amb el Nord d'Àfrica i l'Orient Mitjà de Jonsson, L. (1993), i Guia dels ocells dels Països Catalans i d'Europa de Peterson, R.T., Mountfort, G. i Hollom, P.A.D. (1995).
Amb Ramon Mascort Amigó i Josep del Hoyo el 1989 funden l'editorial Lynx Edicions, que coordina les edicions juntament amb Josep del Hoyo i Andrew Elliott el Handbook of the Birds of the World, un manual que recopila els més de 10.000 ocells que existeixen al món.